# Poêle à pétrole
Un poêle à pétrole, aussi appelé radiateur à pétrole, est un appareil de chauffage, fonctionnant à l'aide d'un combustible liquide et qui ne nécessite pas d’être raccordé à un conduit d'évacuation des fumées. Compact et mobile, il est généralement utilisé en chauffage d’appoint.

## Deux technologies distinctes
Il existe deux types d'appareils : le poêle à mèche, qu'il soit simple ou double combustion, diffuse la chaleur par convection naturelle et le poêle dit électronique, qui diffuse la chaleur par une soufflerie incorporée,.

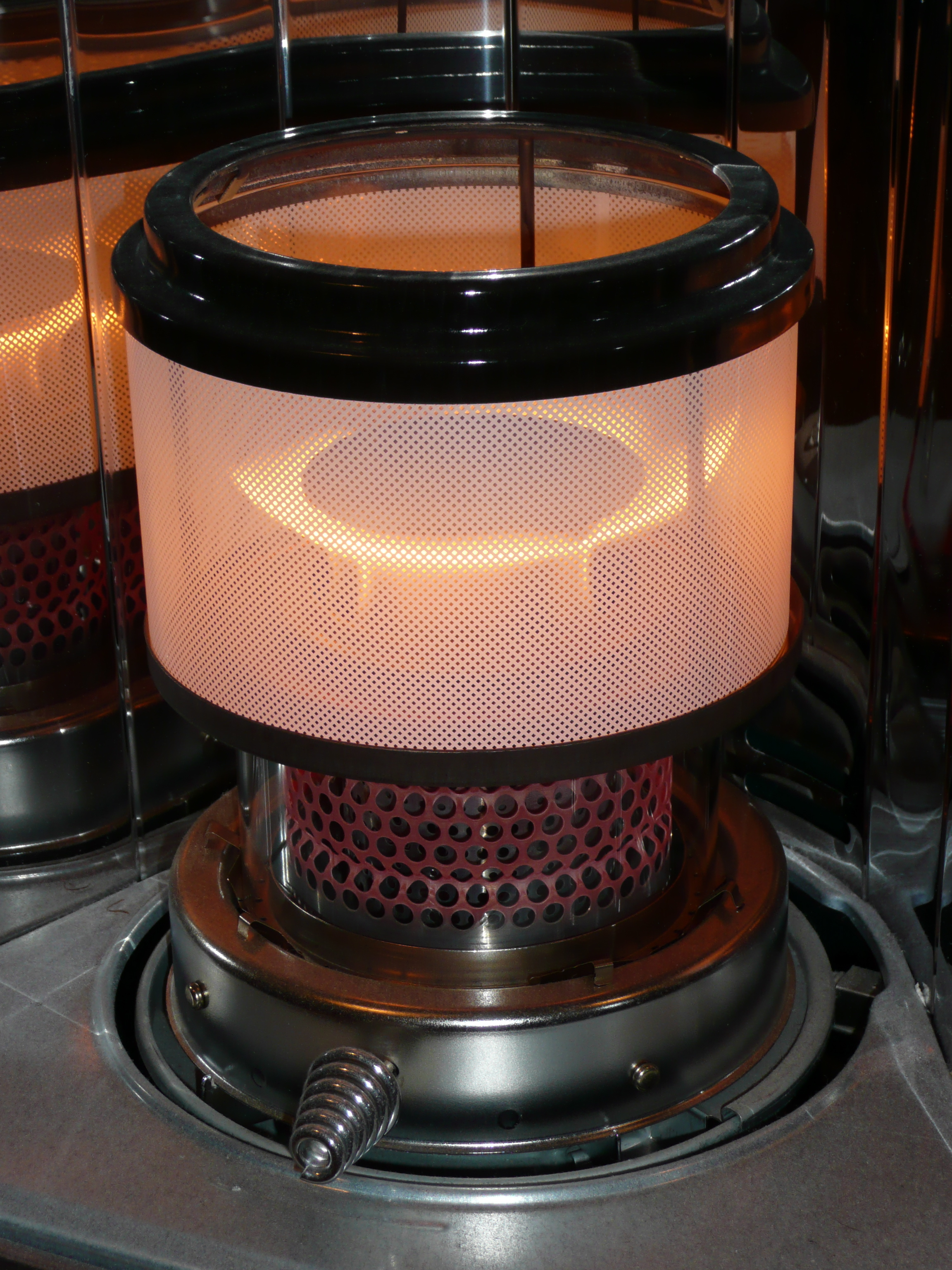
Poêle à mèche double combustion.
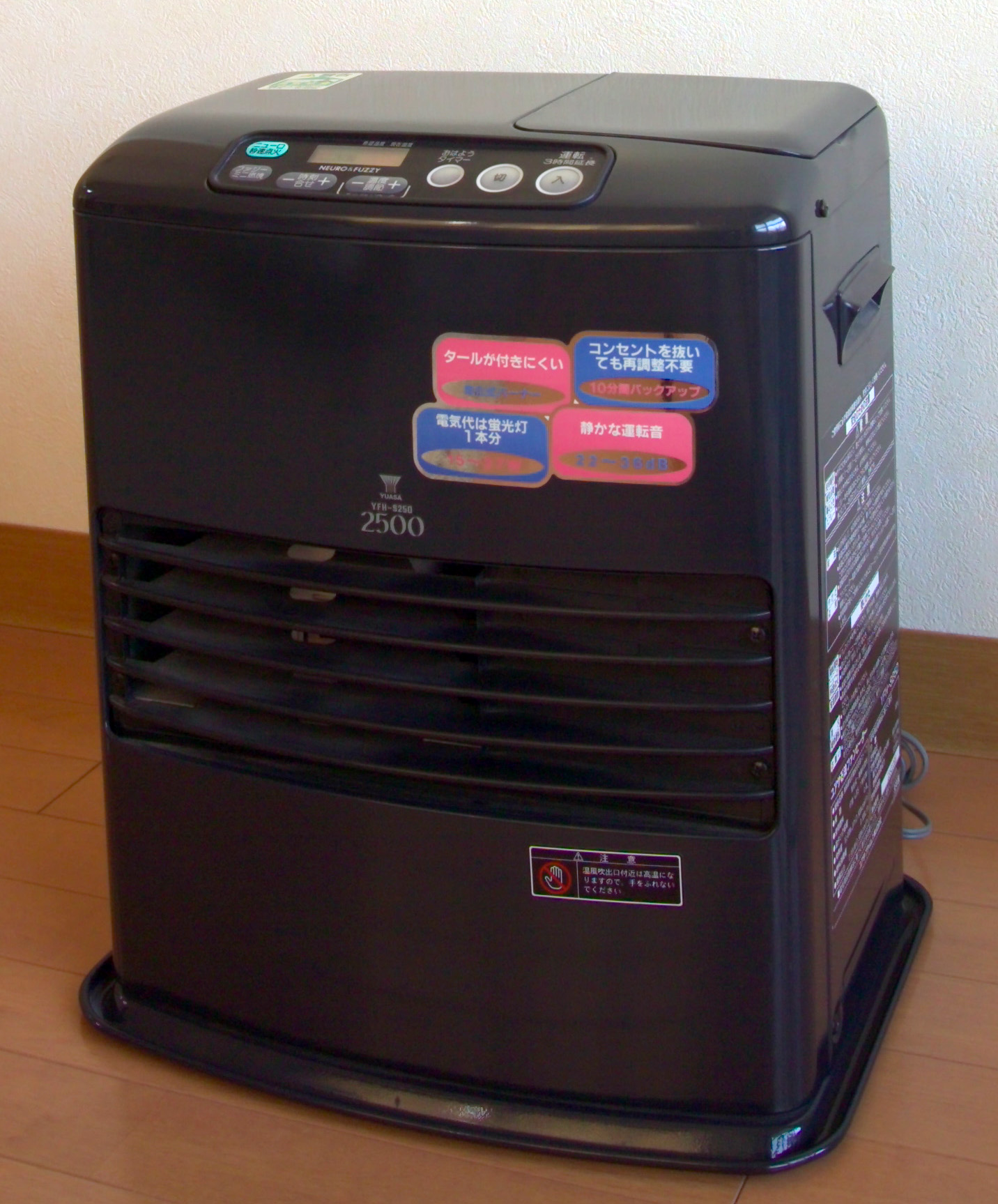
Poêle électronique (Japon).

### Poêle à mèche
De conception plus ancienne et bas de gamme, l'appareil simple combustion utilise une mèche circulaire (devant-être changée tous les ans) intégrée dans un brûleur monté au-dessus du réservoir de kérosène ; le réglage de l'intensité du chauffage s'effectuant sur le même principe qu'une lampe à pétrole. Le poêle à double combustion (ou poêle laminaire) est lui équipé de deux chambres de combustion, ce qui permet de brûler les gaz résiduels et ainsi réduire les émanations et les odeurs, tout en augmentant le rendement. Ces deux modèles nécessitent des piles électriques pour l'allumage.

### Poêle électronique
Le poêle électronique ne dispose pas de mèche mais utilise un brûleur à injection. Plus onéreux à l'achat, il permet cependant de régler la température et la période de chauffage grâce au thermostat et au programmateur intégrés. Ce modèle de poêle est généralement équipé d'une sécurité qui coupe l'alimentation en cas de renversement ou de choc et aussi d'un détecteur de monoxyde de carbone. Le poêle électronique doit obligatoirement être branché sur le réseau électrique pour fonctionner.

## Caractéristiques
Le poêle à pétrole possède un rendement élevé (près de 100 %), car en l'absence de cheminée, toute la chaleur produite reste dans la pièce. Alors qu'un litre de combustible peut produire jusqu'à 10 kWh d'énergie, une partie de celle-ci est cependant perdue par l'obligation d'aérer les pièces chauffées (voir section suivante). Ainsi, la ventilation d'un local peut engendrer une sur-consommation de l'ordre de 30 à 60 %.
Suivant le type de modèle, un poêle à pétrole consomme environ un litre de combustible durant six à sept heures. Peu encombrant et mobile, sa puissance de chauffe est néanmoins importante et permet de réchauffer une pièce jusqu'à 75 ou 80 m2 en quelques minutes seulement,.

## Précautions d’emploi
Une aération des locaux doit être appliquée strictement afin d'évacuer divers gaz et polluants nocifs et indétectables par les utilisateurs. L'aération est également nécessaire afin d'apporter de l'air neuf ; un poêle à pétrole pouvant consommer tout l'oxygène d'une pièce de 13 m2 pour brûler trois litres de pétrole, tout en apportant beaucoup d'humidité (la combustion émet de la vapeur d'eau) soit environ 1,4 litre d'eau par kg de combustible,.
Pour toutes ces raisons, il est déconseillé de dormir dans la même pièce qu'un poêle allumé et de le faire fonctionner plus de six heures d'affilée,.

### Rejet de monoxyde de carbone
Tout appareil de chauffage par combustion (pétrole, bois, gaz, etc.) rejette du monoxyde de carbone, un gaz inodore et incolore qui représente un risque mortel. Ce dispositif portable n'est habituellement pas raccordé vers l'extérieur par un conduit, tous les produits de combustion sont donc rejetés dans l'air intérieur.
Il est donc d'autant plus important d'aérer la pièce chauffée et d’acquérir un appareil certifié, ayant un dispositif de contrôle du monoxyde de carbone, intégré à l'appareil et coupant celui-ci en cas de toxicité de l'air (comme cela est disponible sur tous les modèles électroniques de nos jours à de rares exceptions). À défaut, l'achat d'un détecteur de monoxyde de carbone, doit être envisagé, celui-ci émettant une sonnerie stridente lorsqu'il y a danger.

### Autres polluants et odeurs
Si un poêle moderne émet peu de monoxyde de carbone ou d'oxyde d'azote, il est en revanche une source possible d'importantes émissions de dioxyde de carbone, de composés organiques volatils, avec parfois un taux d'émission de formaldéhydes excédant les niveaux recommandés par les autorités sanitaires.
Au démarrage de l'appareil et à l’extinction il est courant de constater durant une vingtaine de secondes une odeur désagréable de pétrole, même sur les poêles les plus perfectionnés et malgré les pétroles vendus « non odorants ».

## Combustible
Similaire au pétrole lampant qui contient plus de 5 % de composés aromatiques et une teneur en soufre importante, le pétrole ou kérozène pour poêle est dit « désaromatisé ».
En France, il est nommé Clam (Combustible Liquide pour Appareil Mobile). Pour des raisons fiscales, un colorant jaune (yellow 124) est ajouté dans les bidons (généralement de vingt litres) vendus dans les magasins. La teneur réglementaire en aromatiques du pétrole pour poêle ne doit pas dépasser 1 % mais dans la pratique, peut être moins que 0,002 %,.
Aux États-Unis, il existe deux types de kérosène pour poêle à pétrole : le « 1-K » dont le taux de soufre est de 0,04 % (sur le poids du produit) et le « 2-K » avec un taux de 0,3 %. Dans les commerces, le kérosène 1-K est souvent appelé water clear ou clear white, respectivement « eau limpide » et « blanc transparent ».

## Usages
Le poêle à pétrole est principalement utilisé comme chauffage d'appoint dans les maisons qui n'ont pas de chauffage central ou dans les pièces qui ont besoin d'être chauffées sporadiquement ou rapidement (par exemple un atelier, une buanderie, un garage). Un poêle à mèche permet également d'avoir un chauffage de secours en cas de coupure d'électricité.
Au Japon, le poêle à pétrole est largement utilisé en tant que chauffage principal. À la fin des années 2010, 61 % du chauffage domestique est assuré par ce type d'appareil, nommés  石油ストーブ (sekiyu sutobu), c'est-à-dire « chauffage à huile »,.